# Asplundia nilssonii
Asplundia nilssonii är en enhjärtbladig växtart som beskrevs av Gunnar Wilhelm Harling. Asplundia nilssonii ingår i släktet Asplundia och familjen Cyclanthaceae. Inga underarter finns listade.